# 朝日大学医科歯科医療センター
朝日大学医科歯科医療センター（あさひだいがくいかしかいりょうせんたー）は、岐阜県瑞穂市にある私立朝日大学の附属大学病院。朝日大学と同じ敷地内（北側）に立地する歯科専門の病院であり、専門科による歯科的治療のほか、併設の内科との協力により病人の歯科治療、全身麻酔による歯科治療、歯科口腔外科の手術、人間ドックなども行う。

## 沿革
- 1971年（昭和46年） - 岐阜歯科大学附属病院として開業。歯科のみ。
- 1973年（昭和48年） - 内科を開設。
- 1985年（昭和60年） - 岐阜歯科大学が朝日大学に改称。それに伴い朝日大学歯学部附属病院に改称。
- 1999年（平成11年） - 歯科内に、口腔インプラント科、障害者歯科を新設。
- 2007年（平成19年） - 朝日大学歯科臨床研究所附属歯科診療所を朝日大学附属病院に統合。朝日大学歯科臨床研究所附属歯科診療所を朝日大学歯学部附属病院PDI岐阜歯科診療所に改称。
- 2018年（平成30年） - 4月1日付で病院名を「朝日大学医科歯科医療センター」に変更。当院の愛称として用いられていた「朝日大学病院」は、朝日大学歯学部附属村上記念病院へ引き継がれることとなった。

## 診療科
- 医科
  - 内科
  - 整形外科
- 歯科
  - 総合診療科
  - 保存科
  - 歯周病科
  - 歯科口腔外科
  - 歯科補綴科
  - 矯正歯科
  - 歯科放射線科
  - 小児歯科
  - 口腔インプラント科
  - 障害者歯科
  - 歯科麻酔科
  - 病理診断科

## 交通アクセス
- JR東海道本線 穂積駅より徒歩で約20分。
- 穂積駅南口より朝日大学学生シャトルバス（患者も利用可）。

## 附属診療所
附属する診療所として、朝日大学歯学部附属病院PDI岐阜歯科診療所がある。 朝日大学附属PDI歯科診療所ともいう。

### 所在地
- 岐阜県岐阜市都通5丁目15

### 診療科
- 一般歯科
- 小児歯科
- 矯正歯科
- 特殊外来
  - 顎の痛み外来
  - マウスピース外来
  - 白い歯外来
  - インプラント外来
  - 口臭外来

など